# Осмунд (король Сассексу)
Осмунд (*Osmund, д/н — після 772) — король Сассексу в 757—772 роках.

## Життєпис
Про походження Осмунда достеменних відомостей немає. Слідом за смертю короля Етельберта у 757 або 758 році Осмунд отримав трон Сассексу. Втім його становище не було досить певним, оскільки права на трон оскаржувалися родичами колишніх королів. У 765 році вимушений розділити владу з Освальдом, Ослаком та Ельфвальдом.
З кінця 760-х років становище Сассексу погіршилося з огляду на посилення Мерсії, яка поступово ставала гегемоном центральної та південної Британії. Разом з тим боротьба Осмунда зі своїми співволодарями тривала, що значно послабило Сассекс. У 770 році Осмунд виділив землю для будівництва церкви Св. Петра в Хенфільді.
У 771 або 772 році війська Сассексу зазнали поразки від мерсійського короля Оффи. Після цього Осмунда було позбавлено титулу короля, його в хартіях стали йменувати як елдормена. Колишні співкоролі також стали дуксами або елдорменами. Оффа сам став королем Сассексу.
Після 772 року про життя та діяльність Осмунда нічого невідомо.